# Paul Steinkühler

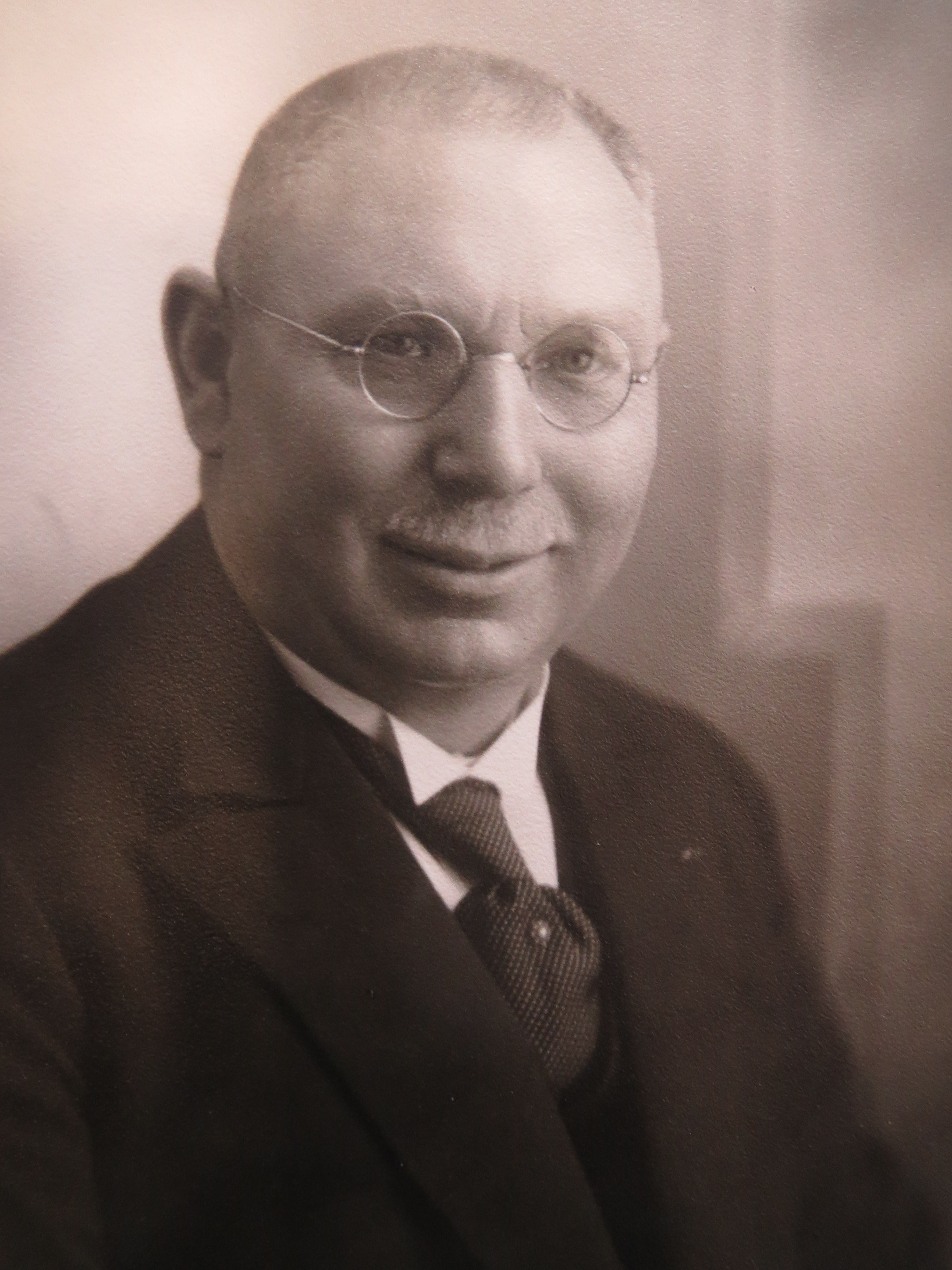
Paul Steinkühler – Präsident der Handwerkskammer Dortmund 1922 - 1933

Paul Steinkühler (* 7. Februar 1873 in Dortmund; † 9. März 1959 in Hagen) war ein deutscher Handwerkskammerpräsident. Er war verheiratet und hatte zwei Söhne – Gustav Adolf Steinkühler und Paul Steinkühler.

## Schule – Ausbildung – Berufsleben
Paul Steinkühler besuchte die Volksschule und beendete eine sich anschließende Ausbildung (1887–1890) zum Schornsteinfeger in Hagen mit Auszeichnung. Nach zwei Gesellenjahren absolvierte er den dreijährigen Militärdienst (1892–1895). 1895 bestand er erfolgreich die Meisterprüfung für Schornsteinfeger. Nach weiteren Gesellenjahren übernahm er 1898 die Stelle eines Bezirksschornsteinfegermeisters in Weitmar (heute Stadtteil von Bochum). Im Jahre 1909 wechselte er als Bezirksschornsteinfegermeister nach Hagen. Diese Stelle übte er bis zum Erreichen der Altersgrenze im Januar 1947 aus.
Paul Steinkühler war auch Mitglied der freiwilligen Feuerwehr in Hagen. Diese Erfahrung half im sicherlich, als er im März 1912 unter Einsatz seines Lebens eine sechsköpfige Familie aus einem brennenden Wohnhaus rettete. Dafür erhielt er die Rettungsmedaille am Bande.
Steinkühler setzte sich in seinem Berufsleben sehr für die schulische Aus- und Fortbildung der Schornsteinfeger ein. Am 1. September 1907 wurde er zum „Vater der Berufsschule“ mit der Gründung der Schornsteinfegerfachschule für den Regierungsbezirk Arnsberg in Hagen. Diese Schule besteht bis heute und wird aktuell am Berufskolleg Cuno II in Hagen geführt.

## Mitwirkung in Innungen und Kammern des Handwerks
Paul Steinkühler engagierte sich schon früh für die Interessenvertretung und soziale Absicherung der selbstständige Schornsteinfeger.

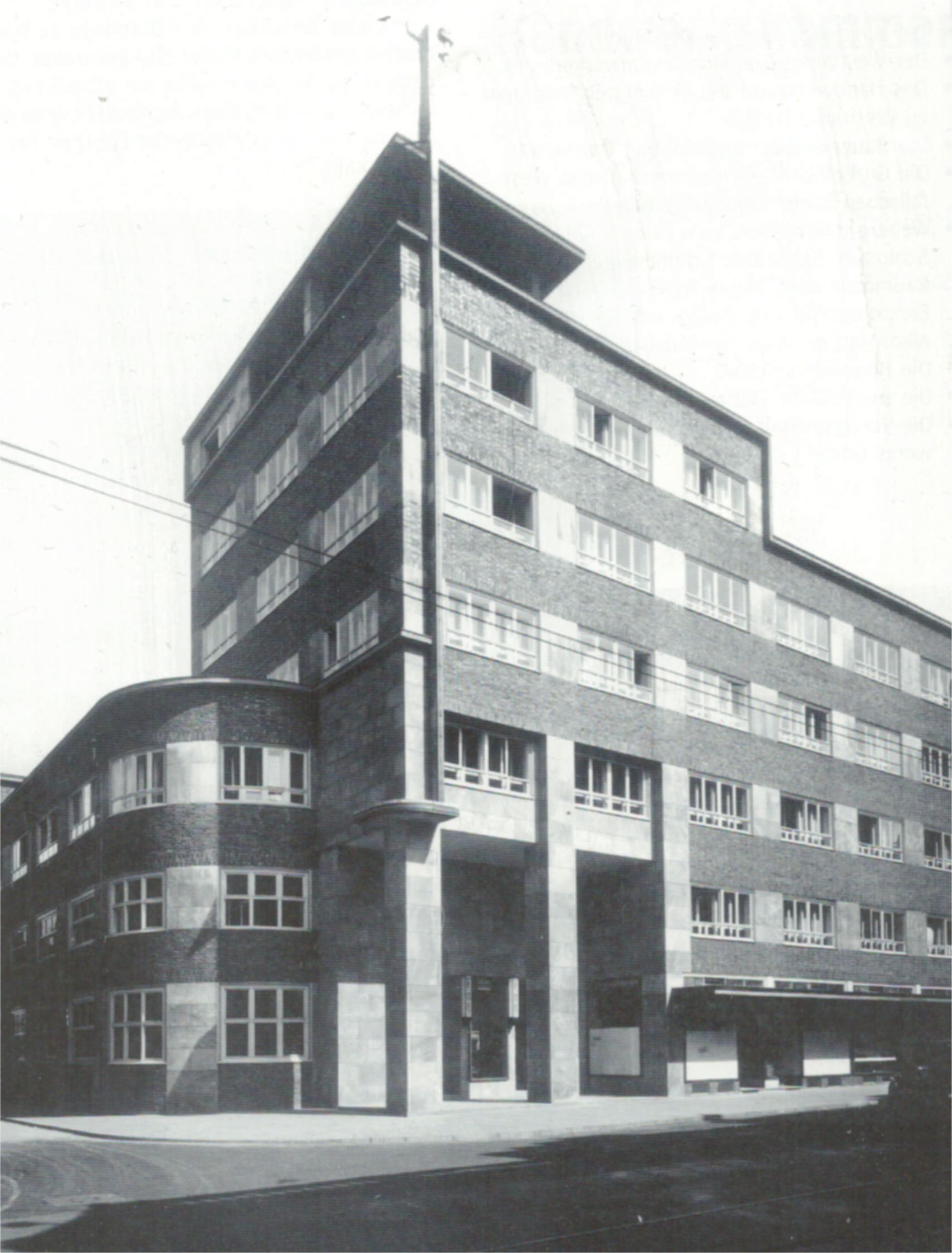
Verwaltungsgebäude der Handwerkskammer Dortmund 1930

Von 1913 bis 1927 übte er das Amt des Kreishandwerkermeisters in Hagen aus. Ein Jahr später stand er bis 1922 als Vorsitzender an der Spitze des Handwerks- und Gewerbeamts in Hagen. Nachdem man ihn 1915 – anlässlich von Ersatzwahlen – als Mitglied in die Vollversammlung der Handwerkskammer zu Dortmund gewählt hatte, wurde er von dieser am 18. April 1922 zum Handwerkskammerpräsidenten gewählt. Neben seinem engagierten Einsatz für die Belange des Handwerks, setzte er sich in den Jahren seiner Amtszeit nachdrücklich für den Neubau eines Verwaltungsgebäudes der Handwerkskammer in der Innenstadt von Dortmund ein. Im Juni 1930 wurde der Neubau durch ihn feierlich eröffnet.
Im Zuge der Gleichschaltung der Handwerkskammern setzte der Nationalsozialistische Kampfbund für den gewerblichen Mittelstand Anfang April 1933 August Schmidt (Schmiedemeister, Hagen – Mitglied der NSDAP) als Kommissar an die Spitze der Dortmunder Handwerkskammer. Steinkühler verlor seine Entscheidungsfreiheit, blieb aber formal Präsident der Kammer. Sein stellvertretender Geschäftsführer, Joseph Scherer, wurde am 13. April 1933 aus politischen Gründen suspendiert. Die neuen Machthaber inszenierten für Paul Steinkühler am 7. Juni 1933 auf einer außerordentlichen Vollversammlung der Handwerkskammer einen „ehrenvollen“ Abschied aus dem Amt des Präsidenten. Steinkühler erklärte seinen Rücktritt und auf Vorschlag des Hauptredners auf der Versammlung, Karl Zeleny, stellvertretender Vorsitzender des Reichsstandes des deutschen Handwerks, ernannte die Vollversammlung Paul Steinkühler zum Ehrenpräsidenten der Handwerkskammer Dortmund. Offensichtlich wollte man aber nicht sofort vollständig auf die Erfahrungen und umfangreiche Vernetzung von Steinkühler verzichten und gab ihm deshalb einen Sitz im neuen Vorstand der Handwerkskammer. Im September 1936 wurde ihm dann aber diese Funktion aus organisatorischen Gründen wieder entzogen. Damit endete die aktive Ära von Paul Steinkühler in der Handwerkskammer Dortmund.

## Mitwirkung bei Versicherungen zur sozialen Sicherung im Handwerk

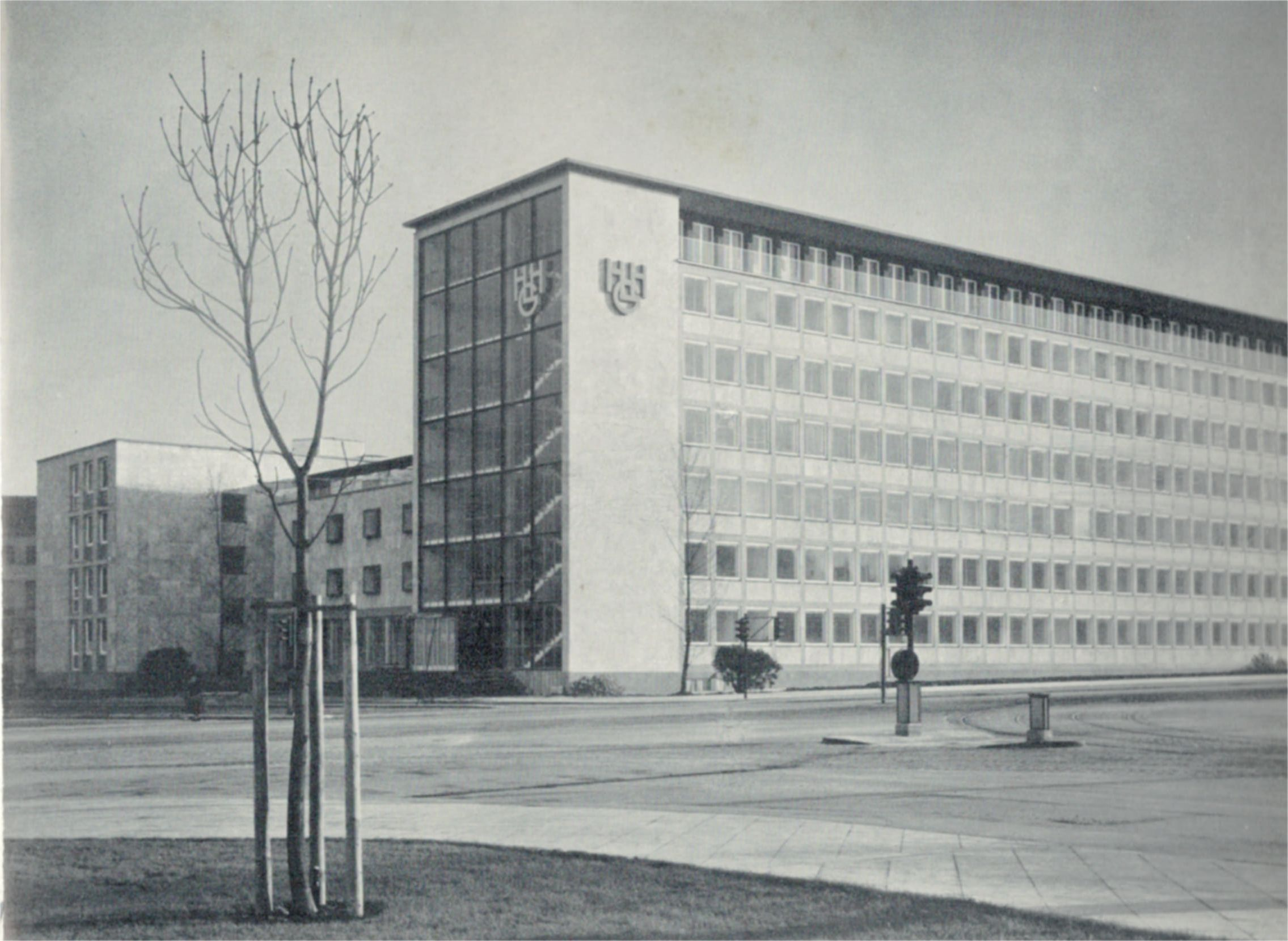
Verwaltungsgebäude der „Handwerk, Handel und Gewerbe“ Krankenversicherungsanstalt a.G. zu Dortmund – Einweihung 15. Januar 1955

Die enge Verbindung zwischen Handwerkskammer und Kranken-Unterstützungskassen für selbstständige Handwerker und den Mittelstand führte den Handwerkspräsidenten Paul Steinkühler in den 1920er Jahren in die Aufsichtsräte der „Handwerk, Handel- und Gewerbe“ Krankenversicherungsanstalt a.G. zu Dortmund (1924) (Abkürzung: „HHG“) und der „Mittelstandhilfe“, Krankenversicherungsanstalt a.G. zu Dortmund (1927) (Abkürzung; „Mittelstandshilfe“). Während des Zweiten Weltkrieges war Steinkühler weiterhin Vorsitzender des Aufsichtsrates der „Mittelstandshilfe“ und auch der Gewerbebank Hagen. Nach dem Krieg gehörte Steinkühler zum Team um Joseph Scherer, das die Organisation und Wiederaufnahme des Geschäftsbetriebs der „HHG“ regelte. Im November 1945 wurde Steinkühler auf der ersten Mitgliederversammlung der „HHG“ in den Aufsichtsrat und im Januar 1946 zum Aufsichtsratsvorsitzenden gewählt. Steinkühler war ab 1946 auch Aufsichtsratsvorsitzender der „Mittelstandshilfe“ und des „Signal“ Unfall-Versicherungsvereins a.G. in Dortmund. Paul Steinkühler war demnach in den Versicherungsunternehmen als Aufsichtsratsvorsitzender aktiv, die später den Stamm der SIGNAL IDUNA Gruppe bildeten.
Bedingt durch das Erreichen der Altersgrenze als Bezirksschornsteinfegermeister schied Steinkühler Anfang 1947 aus dem „Versorgungsverein Deutscher Schornsteinfeger – Ausweichkasse für die Nordrheinprovinz und Westfalen“ aus, den er mitbegründet und lange Zeit als Vorsitzender geführt hatte.
Paul Steinkühler war nach dem Neubau des Verwaltungsgebäudes der Handwerkskammer in Dortmund ein zweites Mal an der Errichtung eines repräsentativen Gebäudes in der Dortmunder Innenstadt aktiv beteiligt. Am 1. Oktober 1953 führte er als Aufsichtsratsvorsitzender die Grundsteinlegung für den Neubau des Verwaltungsgebäudes der „HHG“ durch.
Auf der gemeinsamen Sitzung der Mitgliederversammlungen der Aufsichtsräte von „HHG“, „Mittelstandshilfe“ und „Signal“ am 10. Mai 1954 erklärte der 81-jährige Paul Steinkühler seinen Rücktritt aus Altersgründen. Das Protokoll der Versammlung zitierte ihn mit seinem Wahlspruch: „Treue in Pflicht ist Dein Recht!“.

## Auszeichnungen
- Bundesverdienstkreuz 1. Klasse[24]
- Rettungsmedaille am Bande[25]
- Verdienstkreuz für Kriegshilfe[26]